# Anthochortus
Anthochortus  es un género con 7 especies de plantas herbáceas perteneciente a la familia Restionaceae. Es originario de Sudáfrica en la Provincia del Cabo.

## Especies deAnthochortus
- Anthochortus capensis Esterh., Bothalia 15: 484 (1985).
- Anthochortus crinalis (Mast.) H.P.Linder, Bothalia 15: 486 (1985).
- Anthochortus ecklonii Nees in J.Lindley, Intr. Nat. Syst. Bot., ed. 2: 451 (1836).
- Anthochortus graminifolius (Kunth) H.P.Linder, Bothalia 15: 486 (1985).
- Anthochortus insignis (Mast.) H.P.Linder, Bothalia 15: 487 (1985).
- Anthochortus laxiflorus (Nees) H.P.Linder, Bothalia 15: 487 (1985).
- Anthochortus singularis Esterh., S. African J. Bot. 56: 454 (1990).